# Cappella di Piazza

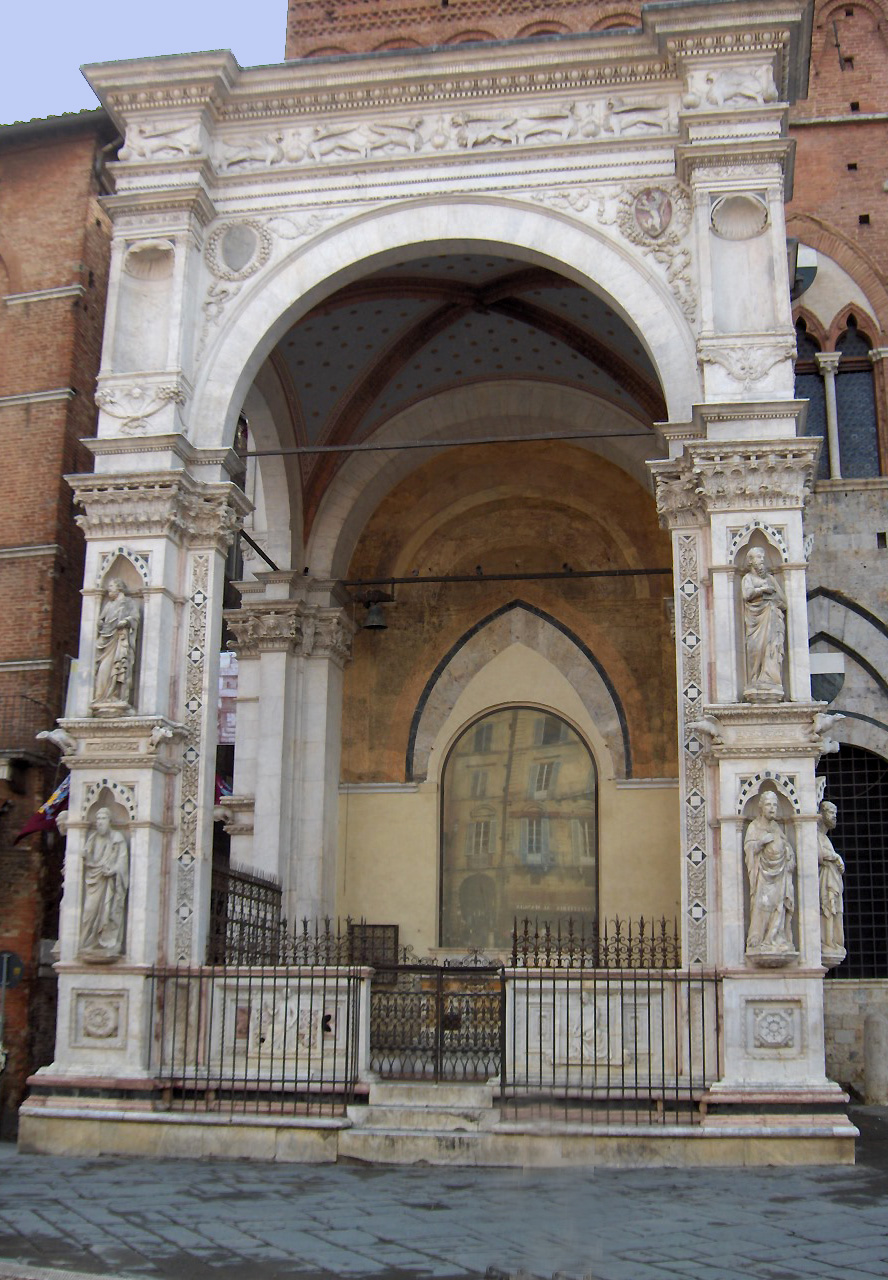
La loggia en marbre de la Cappella di Piazza.

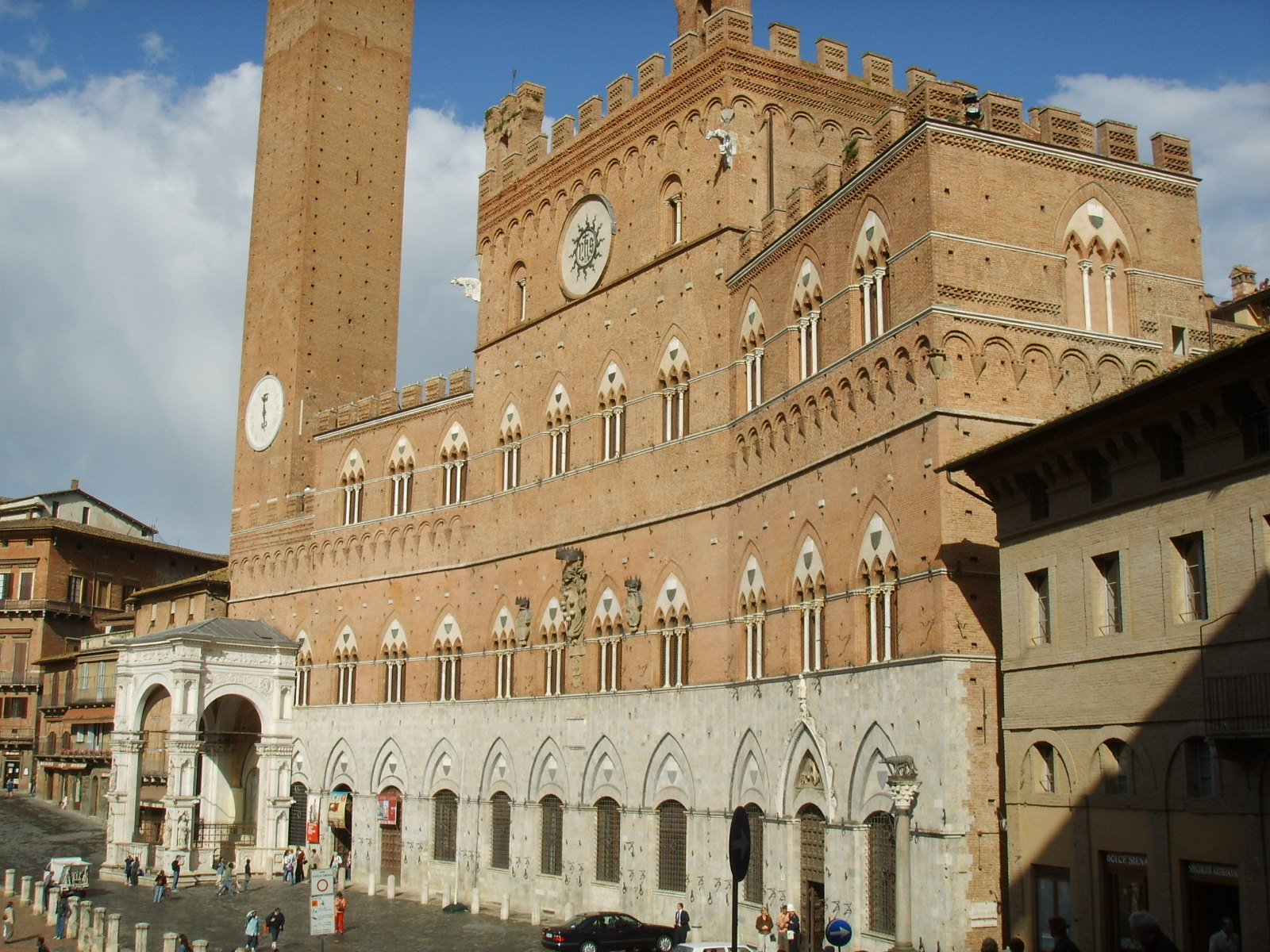
Vue de l'ensemble monumental du Palazzo Pubblico.

La Cappella di Piazza est le nom donné au tabernacle agrémenté d'une loggia en marbre situé au pied de la Torre del Mangia du Palazzo Pubblico de Sienne en Italie.

## Histoire
La Cappella di Piazza fut ajoutée par les Siennois au pied de la tour Torre del Mangia en offrande à la Vierge Marie en remerciement de les avoir libérés de la peste noire.
Commencée en 1352, sur les plans de Domenico d'Agostino, elle est remaniée en style gothique en 1376 par Giovanni di Cecco (en).
En 1378, les pilastres ont été refaits sous leur forme actuelle et les sculptures décoratives entre les colonnes ont été exécutées entre 1378-1382 par Mariano d'Angelo Romanelli et Bartolomeo di Tomme.
Entre 1461 et 1468 le simple plafond en bois qui recouvrait autrefois la loggia a été remplacé par l'actuelle chapelle en marbre de la Renaissance dont Antonio Federighi est l'auteur des étranges décorations du couronnement.
Entre 1537 - 1539 Le Sodoma a peint une fresque sur l'autel (Vierge à l'Enfant et Dieu le Père) dont les restes sont maintenant conservés dans le Museo Civico du Palazzo Pubblico.

### Sources
- (it) Cet article est partiellement ou en totalité issu de l’article de Wikipédia en italien intitulé « Cappella di Piazza » (voir la liste des auteurs).